# Niedokrwistość aplastyczna spowodowana chloramfenikolem
Niedokrwistość aplastyczna spowodowana chloramfenikolem – w około 1:19 000 przypadków chloramfenikol wywołuje reakcję idiosynkrazji, czyli powoduje działania niepożądane po podaniu dawki leczniczej. Występuje wówczas zagrażająca życiu niedokrwistość aplastyczna. Udowodniono, że jest to spowodowane punktowymi mutacjami w mitochondrialnym DNA. Zmiany dotyczą genu MTRNR2 kodującego podjednostkę 16S rRNA. Zidentyfikowane mutacje wywołujące wrażliwość na chloramfenikol to T2991C i C2939A.